# Fiorde de J.P. Koch

O Fiorde de J.P. Koch fica na Terra de Peary, norte da Gronelândia.

O fiorde de J.P. Koch é um fiorde na Terra de Peary, no norte da Gronelândia. A oeste, o fiorde abre-se ao oceano Ártico.